# Phan Văn Khải
Phan Văn Khải (25 tháng 12 năm 1933 – 17 tháng 3 năm 2018), tên thường gọi là Sáu Khải, là một chính trị gia Việt Nam. Ông là Thủ tướng Chính phủ thứ năm của nước Cộng hòa xã hội chủ nghĩa Việt Nam từ ngày 25 tháng 9 năm 1997 đến khi từ chức vào ngày 27 tháng 6 năm 2006. Ông được đánh giá là nhà lãnh đạo kĩ trị, đổi mới và nhân hậu.
Phan Văn Khải nhậm chức Thủ tướng vào ngày 25 tháng 9 năm 1997. Tiếp nối đường lối của người tiền nhiệm Võ Văn Kiệt, ông Khải đã xúc tiến hội nhập quốc tế sâu rộng và dẫn dắt Việt Nam vượt qua Khủng hoảng tài chính châu Á 1997. Ông là một nhà lãnh đạo kỹ trị và có năng lực chuyên môn về quản lý kinh tế hơn và có tư duy cởi mở cả so với các người tiền nhiệm và ủng hộ Việt Nam gia nhập Tổ chức WTO. Do không giải quyết được tình trạng tham nhũng, ngày 27 tháng 6 năm 2006 ông Khải cùng với Chủ tịch nước Trần Đức Lương và Chủ tịch Quốc hội Nguyễn Văn An tự nguyện nộp đơn xin từ chức trước 1 năm.

## Tiểu sử
Ông sinh ngày 25 tháng 12 năm 1933 tại xã Tân Thông Hội, huyện Củ Chi (nay là xã Củ Chi), thành phố Hồ Chí Minh trong một gia đình có truyền thống cách mạng. Ông Khải đã giác ngộ cách mạng khi ông mới 14 tuổi, tham gia cách mạng từ năm 1947, khởi đầu ở Đội Thiếu nhi cứu quốc của xã.
Năm 1950, ông gia nhập tỉnh đoàn thanh niên Gia Định, Văn phòng Mặt trận, Văn phòng Tỉnh ủy Gia Định Ninh.
Từ năm 1954 đến 1959, ông tập kết ra Bắc, đi công tác cải cách ruộng đất, học văn hóa. Trong thời gian này, ông gia nhập đảng Lao động Việt Nam. Ông còn học ngoại ngữ, học kinh tế tại Đại học Kinh tế Quốc dân Plekhanov tại Moskva (Liên Xô) cho đến năm 1965.
Trở về Việt Nam, ông làm cán bộ, phó phòng, trưởng phòng Vụ Tổng hợp, Ủy ban Kế hoạch Nhà nước đến năm 1971. Từ năm 1972 đến năm 1975, ông là cán bộ nghiên cứu kinh tế miền Nam, đi chiến trường B2, Vụ phó Ủy ban Thống nhất Chính phủ.

## Hoạt động tại thành phố Hồ Chí Minh
Sau khi Việt Nam thống nhất, ông chuyển công tác về Miền Nam, làm Phó Chủ nhiệm, Chủ nhiệm Ủy ban Kế hoạch, Phó Chủ tịch Ủy ban nhân dân Thành phố Hồ Chí Minh, Thành ủy viên (1979), Thường vụ Thành ủy thành phố Hồ Chí Minh, cho đến năm 1984.
Năm 1985 đến tháng 3 năm 1989, ông được bầu làm Phó Bí thư Thành ủy, Chủ tịch Ủy ban nhân dân Thành phố Hồ Chí Minh, Ủy viên Trung ương Đảng khóa VI (1986) trong những năm đầu thời kỳ đổi mới.

## Hoạt động trong Chính phủ

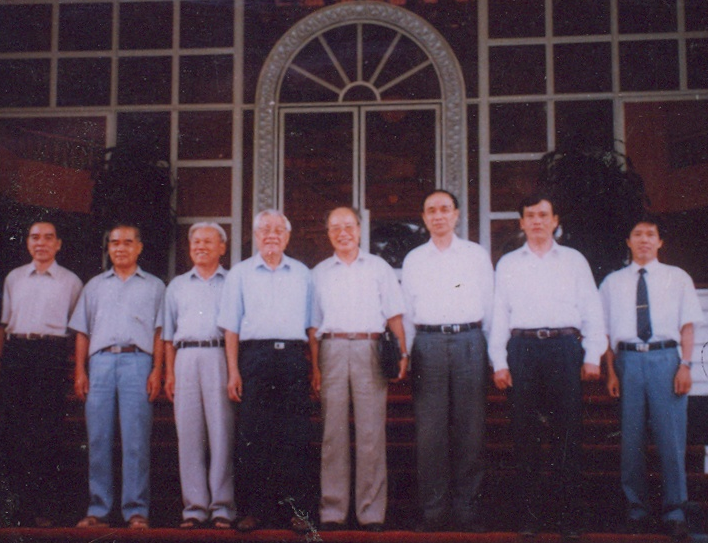
Phó Thủ tướng Phan Văn Khải (ngoài cùng bên trái) tháng 6 năm 1997.

Tháng 4 năm 1989, ông chuyển ra Hà Nội tham gia Chính phủ, làm Chủ nhiệm Ủy ban Kế hoạch Nhà nước sau người tiền nhiệm là Đậu Ngọc Xuân. Ông được Chủ tịch Hội đồng Bộ trưởng Đỗ Mười giao trách nhiệm đứng đầu nhóm soạn thảo Chiến lược ổn định và phát triển kinh tế xã hội đến năm 2000.
Cuối năm 1991, ông được bầu làm Ủy viên Bộ Chính trị, Phó Thủ tướng thường trực trong Chính phủ Thủ tướng Võ Văn Kiệt.
Từ tháng 9 năm 1997 ông là Đại biểu Quốc hội, Ủy viên Bộ Chính trị, Ủy viên Thường vụ Bộ Chính trị khóa VIII, Thủ tướng Chính phủ nước Cộng hòa xã hội chủ nghĩa Việt Nam, Phó Chủ tịch Hội đồng quốc phòng và an ninh Việt Nam.

## Thủ tướng Chính phủ (1997-2006)

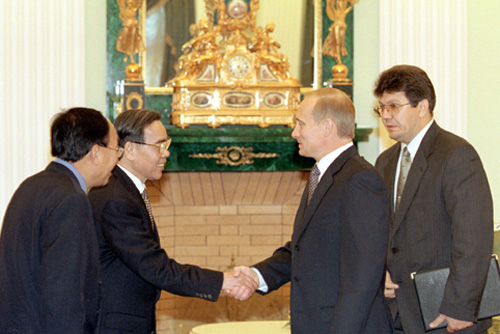
Ông Phan Văn Khải gặp Tổng thống Nga Vladimir Putin

Phan Văn Khải được xem như là một nhà lãnh đạo kỹ trị và có năng lực chuyên môn về quản lý kinh tế hơn cả so với các người tiền nhiệm của mình, ông là thủ tướng chính phủ đầu tiên của Việt Nam được đào tạo bài bản chuyên sâu về lĩnh vực điều hành kinh tế vĩ mô và cũng là người am hiểu sâu sắc về kinh tế thị trường hơn những lãnh đạo tiền nhiệm và đương nhiệm thời bấy giờ.

### Thúc đẩy kinh tế tư nhân phát triển

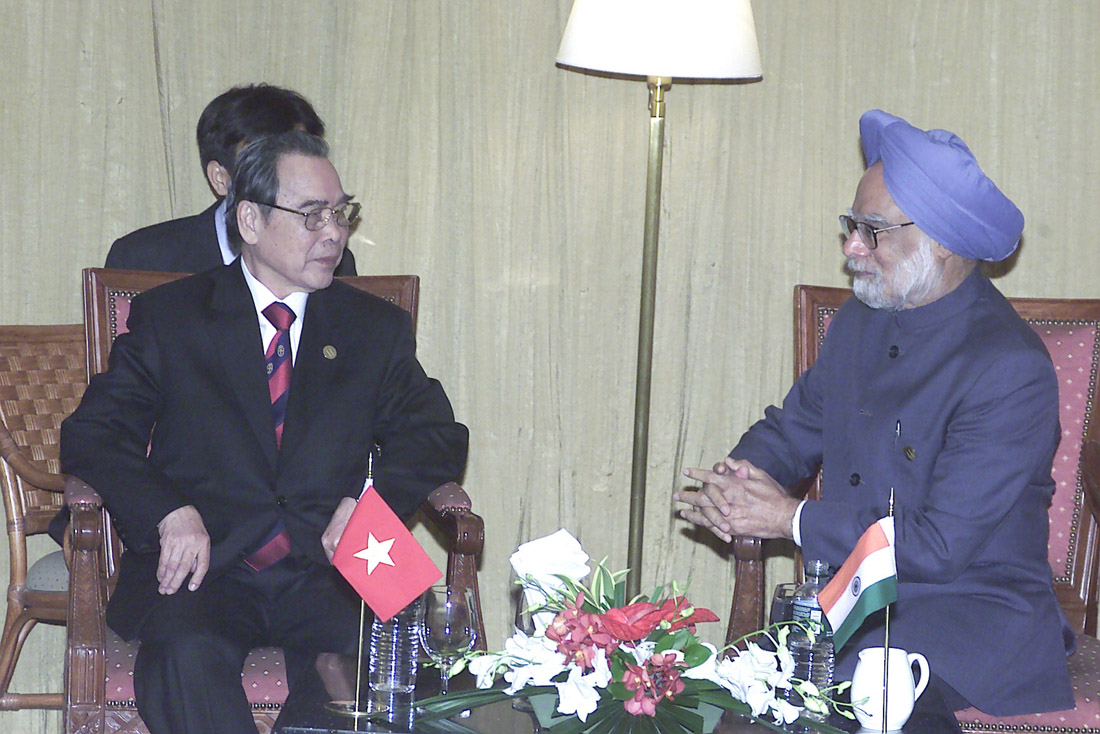
Thủ tướng Ấn Độ Dr. Manmohan Singh bàn luận với ông Phan Văn Khải tại Kuala Lumpur, năm 2005

Trước giai đoạn ông nắm quyền Thủ tướng, kinh tế Việt Nam đang phải oằn mình chống chọi với những khó khăn, thách thức của thời đại đặc biệt là những xung đột về ý thức hệ gay gắt khi các vị lãnh tụ trong Đảng vẫn còn nhiều hoài nghi và phân biệt giữa khối doanh nghiệp quốc doanh và khối doanh nghiệp tư doanh. Chính những quan điểm khác biệt này đã ảnh hưởng tiêu cực đến quá trình cải cách mở cửa đổi mới của Việt Nam. Trong bối cảnh ấy, Phan Văn Khải đã rất nỗ lực trong việc vận động Bộ Chính trị thay đổi cách nhìn về kinh tế tư nhân, tư doanh. Ông có cống hiến lịch sử là trình Luật Doanh nghiệp năm 1999 ra Quốc hội. Bộ luật đã giải phóng kinh tế tư nhân. Trên cương vị người đứng đầu Chính phủ, ông đã cho ban hành hàng loạt các quyết định quan trọng, bãi bỏ nhiều giấy phép (ông Khải đã ký quyết định bằng giấy hủy 268/560-580 giấy phép con), thủ tục hành chính rườm rà nhằm tạo điều kiện thuận lợi cho kinh tế tư nhân có cơ hội phát triển, những quyết sách đó cũng đã góp phần bảo vệ tính cạnh tranh lành mạnh, công bằng giữa doanh nghiệp nhà nước và doanh nghiệp tư nhân. Vì vậy, trong 9 năm nhiệm kỳ của ông, kinh tế tư nhân đã có sự trỗi dậy mạnh mẽ, hàng loạt các công ty, xí nghiệp, nhà máy ngoài quốc doanh đã dần chiếm lĩnh được thị trường và khiến cho thị trường tiêu thụ trong nước ngày càng sôi động.

### Dẫn dắt Việt Nam thoát khỏi khủng hoảng kinh tế
Giai đoạn đầu nhiệm kỳ thủ tướng của Phan Văn Khải, tình hình kinh tế khu vực đang rất bất ổn, cuộc Khủng hoảng tài chính châu Á 1997 xảy ra đã tác động mạnh mẽ đến nền kinh tế Việt Nam. Do tác động của cuộc khủng hoảng, tăng trưởng kinh tế của Việt Nam đang ở mức cao trong thời kỳ 1995–1997, thì đến năm 1998 chỉ tăng 5,76%, năm 1999 chỉ tăng 4,77%. Vốn đầu tư trực tiếp nước ngoài đăng ký năm 1995 đạt trên 6,9 tỷ USD, năm 1996 đạt gần 10,2 tỷ USD, thì năm 1997 còn gần 5,6 tỷ USD, năm 1998 còn gần 5,1 tỷ USD, năm 1999 còn gần 2,6 tỷ USD.
Lạm phát nếu năm 1996 ở mức 4,5%, năm 1997 ở mức 3,6%, thì năm 1998 lên mức 9,2%. Giá USD nếu năm 1995 giảm 0,6%, 1996 tăng 1,2%, thì năm 1997 tăng 14,2%, năm 1998 tăng 9,6%,... Tốc độ tăng kim ngạch xuất khẩu năm 1996 ở mức 33,2%, năm 1997 ở mức 26,6%, đến năm 1998 chỉ còn 1,9%. Nhập khẩu nếu năm 1996 còn tăng 36,6%, thì năm 1997 chỉ còn tăng 4% và năm 1998 giảm 0,8%, năm 1999 chỉ tăng 2,1%. Do độ mở của kinh tế Việt Nam lúc này chưa cao (xuất khẩu so với GDP mới đạt 30%, đồng tiền chưa chuyển đổi), do đã có dầu thô, gạo, xuất khẩu với khối lượng lớn, do có sự chủ động ứng phó từ trong nước, Phan Văn Khải đã vận dụng những yếu tố này rất thành công, ông đồng thời cũng đã cho ban hành nhiều quyết sách kịp thời nhằm chống chọi, kiểm soát và không chế không cho khủng hoảng lan rộng và kết cục là chẳng những Việt Nam đã không bị cuốn vào cơn bão khủng hoảng này, mà những năm sau, giai đoạn 2001–2006, kinh tế đã có sự khởi sắc, lạm phát được kiềm chế ở mức thấp, tốc độ tăng trưởng cao (trên 8%/năm) và giữ được ổn định trong nhiều năm, khiến cho bình quân tốc độ tăng trưởng kinh tế Việt Nam trong thời ông là Thủ tướng lên tới hơn 7,1 trên một năm.

### Thúc đẩy quá trình hội nhập sâu rộng

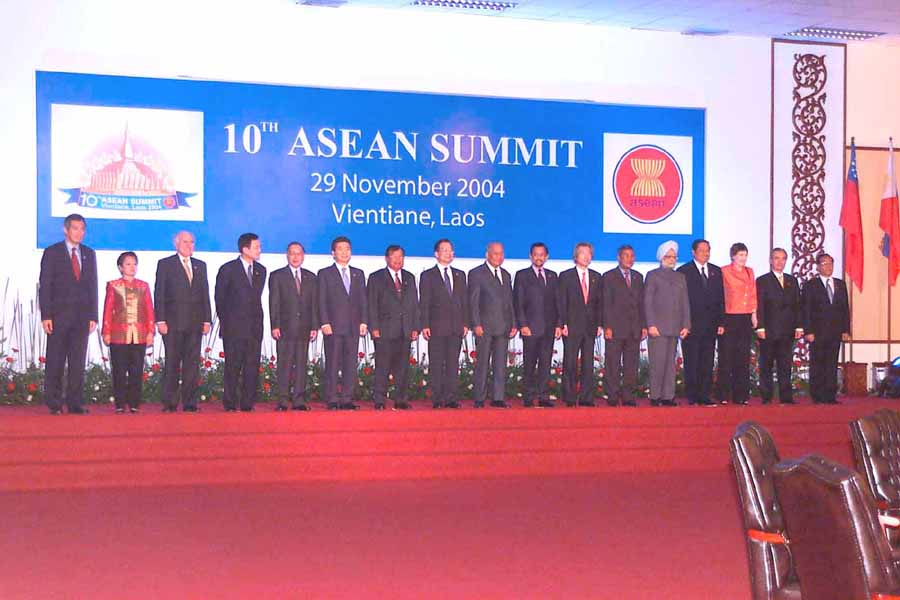
Ông Phan Văn Khải dự Hội nghị ASEAN tại Lào, năm 2004

Ông Khải được đánh giá là một nhà lãnh đạo có tư tưởng khá ôn hoà và cấp tiến, ông là người đã kế thừa và phát huy được nhiều chính sách, tư duy đổi mới mạnh mẽ của Thủ tướng tiền nhiệm Võ Văn Kiệt. Tuy việc Việt Nam chính thức gia nhập WTO không phải trong thời kỳ ông nắm quyền, nhưng trong suốt nhiệm kỳ của mình, chính ông Khải và Cố vấn Võ Văn Kiệt là những người ủng hộ mạnh mẽ nhất tiến trình đàm phán gia nhập WTO, thực tế thì mọi điều kiện khó khăn nan giải nhất và thủ tục chuẩn bị cho sự kiện này đã được ông Khải giải quyết xong trước khi bàn giao chính phủ lại cho người kế nhiệm Nguyễn Tấn Dũng.

### Thực hiện nhiều chuyến công du quan trọng

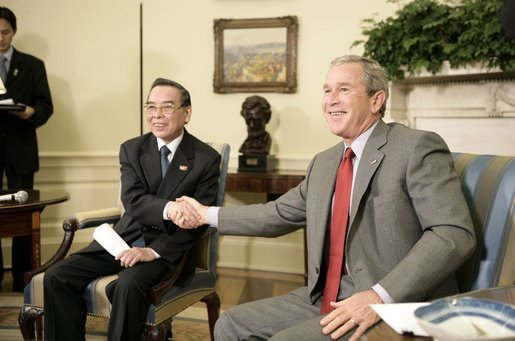
Thủ tướng Phan Văn Khải và Tổng thống Hoa Kỳ George W. Bush tại Nhà Trắng, năm 2005.

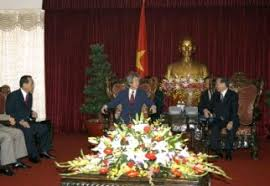
Thủ tướng Phan Văn Khải và Thủ tướng Nhật Bản Koizumi Junichirō năm 2004.

Trong vai trò Thủ tướng Chính phủ Cộng hòa xã hội chủ nghĩa Việt Nam, ông Khải đã thực hiện nhiều chuyến thăm chính thức lần đầu tới nhiều quốc gia, đặc biệt là các quốc gia phương Tây như Canada,Thụy Điển, Anh... nhưng nổi bật hơn cả là chuyến công du Hoa Kỳ của ông với tư cách một nhà lãnh đạo của nước Việt Nam thống nhất, một Thủ tướng Việt Nam đầu tiên thực hiện chuyến thăm chính thức lịch sử tới Hoa Kỳ từ ngày 20 tháng 6 đến 25 tháng 6 năm 2005. Chuyến đi này đã đánh dấu một mốc mới trong quan hệ giữa hai quốc gia, nhất là trên lĩnh vực kinh tế, nhiều hợp đồng lớn đã được ký kết.
Vào ngày 21 tháng 6 năm 2005, ông Khải và Tổng thống Hoa Kỳ George W. Bush có cuộc hội đàm rất thành công. Hai nhà lãnh đạo đã vượt qua những trở ngại về sự khác biệt văn hóa, những vấn đề hậu quả chiến tranh, cũng như cách tiếp cận không giống nhau đối với một số vấn đề nhạy cảm.
Cuộc hội đàm (40 phút) kéo dài hơn dự kiến 15 phút. Tổng thống Bush với thái độ hòa giải, đánh giá cao thành tựu đổi mới của Việt Nam. Việc người đứng đầu Hoa Kỳ thừa nhận những tiến bộ về tôn giáo, nhân quyền tại Việt Nam thời gian qua, khẳng định ủng hộ mạnh mẽ Việt Nam gia nhập WTO, nhận lời sang thăm Việt Nam vào năm 2006 là điều cách đó 10 năm không ai nghĩ tới.
Các chuyến công du của ông đã góp phần làm sâu sắc thêm tình hữu nghị quốc tế và cũng đã mang về không ít các hiệp định có lợi cho Việt Nam.

### Khởi xướng Ban Tư vấn Thủ tướng Chính phủ
Thời kỳ ông Khải làm Thủ tướng, ông đã chính thức lập ra ban tư vấn riêng cho Thủ tướng Chính phủ và rất tín nhiệm tổ chức quy tụ gồm nhiều nhà khoa học đầu ngành này.
Thời kỳ này trước khi ban hành hay quyết định bất cứ vấn đề quan trọng nào ông đều cho gửi văn bản sang tổ tư vấn xem xét trước và sau khi nghe tư vấn thì ông mới chính thức ra quyết định. Từ đó đến nay, các Thủ tướng kế nhiệm sau ông Khải đều duy trì hoạt động của tổ tư vấn này.

### Vấn đề tham nhũng
Mặc dù rất nỗ lực phòng chống tham nhũng, nhưng nhìn chung trong nhiệm kỳ 9 năm của mình, Phan Văn Khải đã không thể kiểm soát được tệ nạn tham nhũng quan liêu, mà tệ nạn này còn ngày càng diễn biến phức tạp và tồi tệ hơn, bê bối nổi bật nhất trong thời kỳ ông còn làm Thủ tướng là Vụ PMU 18, một vụ bê bối liên quan đến tham nhũng trong Bộ Giao thông Vận tải (GTVT) đầu năm 2006. Vụ này đã gây xôn xao dư luận tại Việt Nam cũng như các nước và tổ chức cung cấp viện trợ phát triển chính thức (ODA) cho Việt Nam, đã khiến Bộ trưởng Bộ GTVT Đào Đình Bình bị cách chức và Thứ trưởng Thường trực Nguyễn Việt Tiến bị bắt giam. Thủ tướng Nguyễn Tấn Dũng tại lễ nhậm chức phát biểu: "Tôi kiên quyết và quyết liệt chống tham nhũng. Nếu tôi không chống được tham nhũng, tôi xin từ chức ngay" là cũng liên quan tới vụ việc này. Ông Khải khi từ chức cũng xin lỗi nhân dân vì đã để tình trạng tham nhũng nghiêm trọng diễn ra.

### Từ chức
Ngày 16 tháng 6 năm 2006, ông quyết định từ giã chức vụ của mình trước khi kết thúc nhiệm kỳ của mình 1 năm, sau Đại hội Đảng, tại kỳ họp Quốc hội (cùng với các ông Trần Đức Lương, Nguyễn Văn An). Vị trí này được thay thế bằng Nguyễn Tấn Dũng. Trong diễn văn kết thúc, ông xin lỗi nhân dân vì đã để tình trạng tham nhũng nghiêm trọng diễn ra: "Để tham nhũng nghiêm trọng, tôi nhận lỗi trước nhân dân". "Điều tôi trăn trở là vì sao một số mặt yếu kém về kinh tế xã hội và bộ máy công quyền đã được nhận thức từ lâu, đã đề ra nhiều chủ trương biện pháp khắc phục nhưng sự chuyển biến rất chậm, thậm chí có mặt còn diễn biến xấu hơn."

## Nghỉ hưu
Sau khi rời xa chính trường, Phan Văn Khải quyết định sống tại quê nhà Tân Thông Hội.
Trong suốt thời gian từ 2006 đến ngày qua đời, ông cũng đã tích cực tham gia các hoạt động cộng đồng tại địa phương và sống rất chan hòa bình dị với dân làng, chòm xóm.
Khác với người tiền nhiệm Võ Văn Kiệt (sau khi ông Kiệt thôi làm thủ tướng, ông vẫn còn làm Cố vấn Ban Chấp hành Trung ương một thời gian dài, sau này thôi luôn cố vấn ông Kiệt vẫn rất quan tâm và luôn luôn sẵn sàng lên tiếng, thể hiện quan điểm khác biệt so với các chính phủ kế nhiệm đặc biệt là chính phủ của ông Nguyễn Tấn Dũng), ông Khải lại khá kín tiếng, và gần như không có bất kỳ một bài viết, đánh giá hay thể hiện quan điểm nào, ông cũng khá hạn chế tiếp xúc trực tiếp với báo chí, trên thực tế những năm cuối đời Phan Văn Khải đã hoàn toàn không còn can thiệp, tham gia vào bất cứ công vụ, chính sách điều hành nào của người kế nhiệm và các chính phủ tiếp sau.
Ngày 25 tháng 12 năm 2017, ông sau đó đã được Đảng, nhà nước Việt Nam tổ chức sinh nhật lần thứ 85.

### Sức khỏe
Trước Tết Mậu Tuất 2018, tình hình bệnh của Phan Văn Khải ngày càng một trở nặng. Sau khi điều trị ở Singapore một thời gian, ông được chuyển về bệnh viện Chợ Rẫy vào ngày 21 tháng 2 năm 2018.

## Qua đời và di sản
Ông từ trần vào lúc 1h30 ngày 17 tháng 3 năm 2018 (tức ngày 1 tháng 2 năm Mậu Tuất) tại nhà riêng ở quê nhà xã Tân Thông Hội, huyện Củ Chi, Thành phố Hồ Chí Minh, không lâu sau sinh nhật lần thứ 85.
Lễ viếng tổ chức vào các ngày 20 và 21 tháng 3 tại Hội trường Thống Nhất (nơi đặt linh cữu của ông) và tại Trung tâm Hội nghị Quốc tế, Hà Nội theo nghi thức quốc tang. Lễ truy điệu tổ chức vào ngày 22 tháng 3, sáng cùng ngày linh cữu được đưa ra xe tang để làm thủ tục về nhà an táng theo di nguyện của ông và nguyện vọng của gia đình.
Lễ thăm viếng đã được diễn ra vào trưa cùng ngày tại quê nhà với sự có mặt của tất cả các lãnh đạo, nguyên lãnh đạo đảng, nhà nước và gia quyến. Lúc 11h00 cùng ngày, linh cữu của Phan Văn Khải được đưa về an táng ngay cạnh phần mộ của vợ là bà Nguyễn Thị Sáu trong khuôn viên nhà mình tại quê hương.

### Di sản
Kinh tế Việt Nam tăng trưởng cao và ổn định nhất sau đổi mới dưới thời ông làm Thủ tướng, Chính phủ giai đoạn đó đã xây dựng được hệ thống pháp luật kinh tế, vừa phục vụ cho cải thiện môi trường kinh doanh, vừa phục vụ cho quá trình hội nhập, kinh tế tư nhân phát triển. Ông Kiệt đánh giá ông Phan Văn Khải là "một nhà kinh tế hàng đầu của đất nước".

## Huân chương, huy hiệu, vinh danh
- Huân chương José Martí[18].
- Huân chương Mặt trời mọc: ngày 7 tháng 11 năm 2006[19]
- Huân chương Sao Vàng: ngày 5 tháng 1 năm 2008[20]
- Huân chương Quang Hoa Đại chương[21]
- Huân chương tình bạn[22].

Sáng ngày 8 tháng 12 năm 2014, tại TP. Hồ Chí Minh, Đảng bộ Văn phòng Chính phủ đã tổ chức trang trọng Lễ trao tặng Huy hiệu 55 năm tuổi đảng cho ông Phan Văn Khải.
Hiện nay, tên của ông được đặt tên cho đoạn tuyến quốc lộ 22 ở huyện Củ Chi, Thành phố Hồ Chí Minh quê hương ông, nối từ cầu An Hạ đến ranh giới tỉnh Tây Ninh.

## Gia đình
Phu nhân của ông là bà Nguyễn Thị Sáu (1932-2012), nguyên là Phó Giám đốc Sở Kế hoạch và Đầu tư Thành phố Hồ Chí Minh. Bà qua đời năm 2012. Theo các phương tiện thông tin đại chúng, ông có một con trai là Phan Minh Hoàn, và một con gái là Phan Thị Bạch Yến.

## Hoạt động Đại biểu Quốc hội
| Đại biểu Quốc hội         | Khóa VIII | Khóa IX                                                                                       | Khóa X                                                                                 | Khóa XI                                                                                |
| ------------------------- | --- | --------------------------------------------------------------------------------------------- | -------------------------------------------------------------------------------------- | -------------------------------------------------------------------------------------- |
| Ảnh                       | |                                                                                               |                                                                                        |                                                                                        |
| Nơi ứng cử, đoàn đại biểu | Thành phố Hồ Chí Minh | Thành phố Hồ Chí Minh                                                                         | Thành phố Hồ Chí Minh                                                                  | Thành phố Hồ Chí Minh                                                                  |
| Nghề nghiệp, chức vụ      | Ủy viên Ban Chấp hành Trung ương Đảng Cộng sản Việt Nam, Phó Bí thư Thành ủy, Chủ tịch Ủy ban nhân dân Thành phố Hồ Chí Minh | Uỷ viên Bộ Chính trị Ban chấp hành Trung ương Đảng Cộng sản Việt Nam, Phó Thủ tướng Chính phủ | Uỷ viên Bộ Chính trị; Thủ tướng Chính phủ, Phó chủ tịch Hội đồng Quốc phòng và An ninh | Uỷ viên Bộ Chính trị; Thủ tướng Chính phủ, Phó chủ tịch Hội đồng Quốc phòng và An ninh |